# Thomas Bergmann (Fußballspieler)
Thomas Bergmann (* 20. September 1989 in Wien) ist ein österreichischer Fußballspieler auf der Position eines rechten Verteidigers.

## Karriere
Bergmann begann seine Karriere beim FC Stadlau in Wien. 2001 wechselte er in die Jugendabteilung des Bundesligisten FK Austria Wien, wo er insgesamt drei Jahre aktiv war. Nachdem er sich von den Violetten verabschiedete, kehrte er zum FC Stadlau zurück.
Bei Stadlau stieß Bergmann in der Saison 2007/08 in die erste Mannschaft, wo er an allen Spielen teilnahm. Der Verein wurde mit dem rechten Verteidiger in der Wiener Liga Zweiter. Danach wurde er von Rapid Wien verpflichtet. Dort kam er bei den Amateuren in der Regionalliga Ost zum Einsatz. Sein Debüt für die grün-weiße Reserve gab er am 1. August 2008 gegen den SKU Amstetten, welches 4:1 gewonnen wurde. Bergmann spielte an der Seite der späteren Nationalspieler Yasin Pehlivan, Christopher Drazan und Christopher Trimmel bis zur 80. Minute. Insgesamt kam er in dieser Saison auf 26 Einsätze und erzielte gegen die Amateure des SV Mattersburg einen Treffer. Weiters kam er im ÖFB-Pokal zum Einsatz und erzielte beim überraschenden 5:1-Erfolg gegen den Bundesligisten SV Mattersburg ein Tor. Die Rapid Amateure wurden Sechster der Regionalliga Ost. In der darauffolgenden Saison wurde er zwölf Mal eingesetzt und konnte einmal ins Tor treffen. Im Herbst 2010/11 blieb er den Amateuren Rapids treu und spielte noch neun Mal für die Grün-Weißen.
Im Winter 2011 wurde Bergmann an den Aufsteiger der Bundesliga Wacker Innsbruck verliehen. Sein Debüt in der höchsten österreichischen Spielklasse gab er am 26. Februar 2011 gegen den SV Mattersburg, als er in der 85. Minute für Julius Perstaller eingewechselt wurde. Das Spiel am Tivoli wurde 2:0 gewonnen. Mit 14 Einsätzen konnte er im Frühjahr 2011 einige Spielpraxis in der Bundesliga sammeln. Die Tiroler wurden am Ende der Saison Sechster in Endtabelle.
Zur Saison 2015/16 wechselte er zur SV Ried.
Nach dem Abstieg aus der Bundesliga verließ er Ried im Sommer 2017.
In der Winterpause der Saison 2017/18 schloss er sich dem viertklassigen FC Zirl an. Bei diesem war er bis zur Winterpause der Saison 2021/22 aktiv und wechselte daraufhin zum SV Götzens in die siebentklassige Gebietsliga West. Neben seiner Spielerlaufbahn ist er dort seit Sommer 2023 auch als Teambetreuer tätig und trat im Jahr 2024 auch für einige Zeit als Co-Trainer im vereinseigenen Nachwuchs in Erscheinung. Parallel dazu fungierte Bergmann, der seit Juni 2024 im Besitz der ÖFB-D-Trainerlizenz ist, auch einige Zeit als Co-Trainer im Nachwuchsbereich der SPG Axams/Grinzens.